# Stab (Ornamentik)

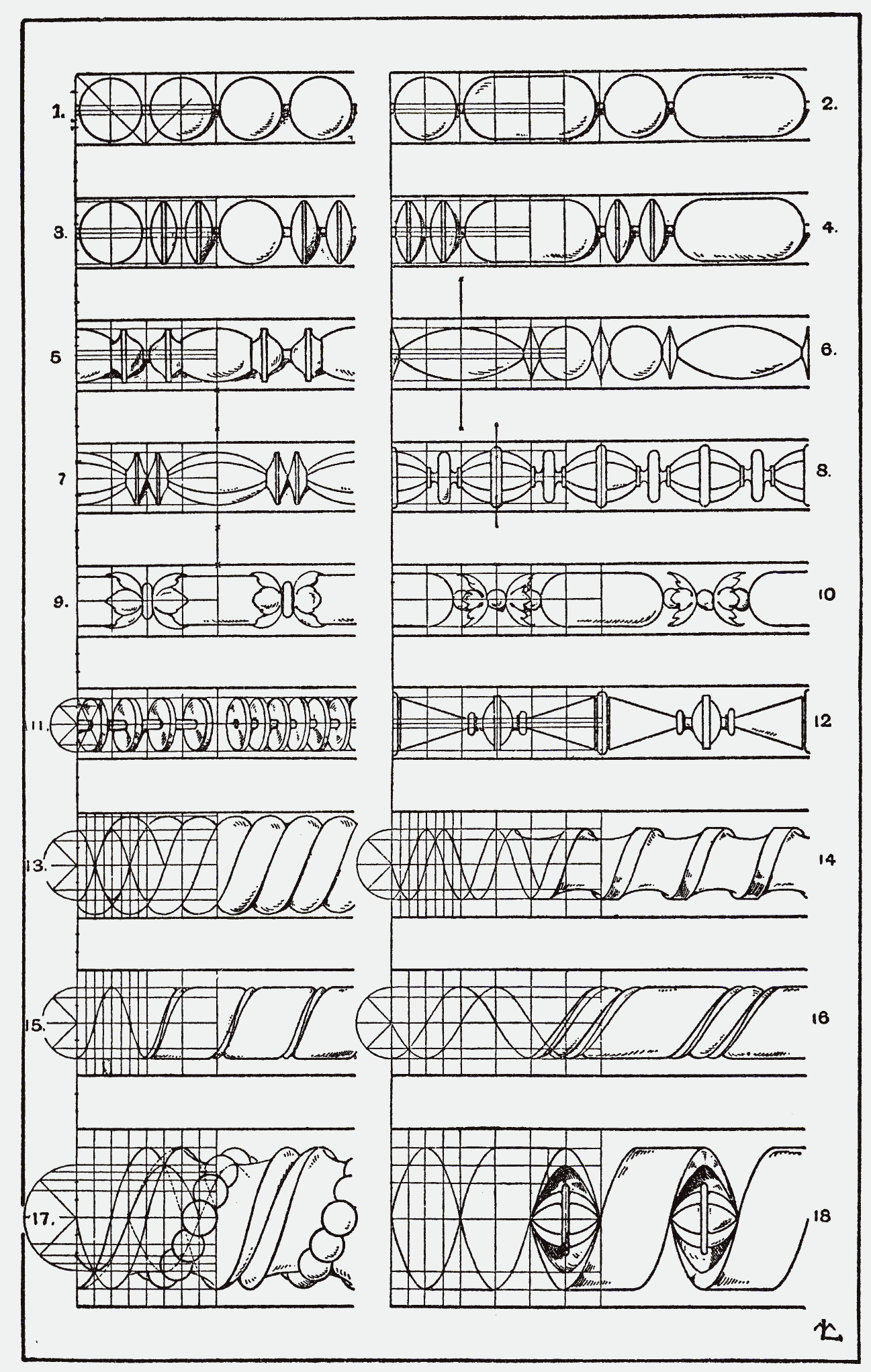
Verzierte Stabprofile (Aus dem Ornamentiklehrbuch von Franz Sales Meyer, 1886; von ihm Heftschnüre genannt)

Ein Stab ist in der Architektur und Ornamentik ein kleines, bandartiges Zierglied mit rundem Querschnitt, das zwei Bauteile zu trennen oder miteinander zu verbinden hat.

## Vorkommen und Formen
Der Stab ist ein schmales Dekorelement mit eng aneinandergereihten (seriellen) und meist geometrischen Einzelformen, das innerhalb eines größeren dekorativen Zusammenhangs auftritt (z. B. an Fenster- und Türrahmungen, Archivolten, Bilderrahmen oder Schmuckstücken). Stäbe haben keine besonders betonten Anfangs- oder Endstücke; regelmäßig wiederkehrende Unterbrechungen bzw. Auflockerungen des jeweiligen Motivs durch Zwischenstücke sind jedoch möglich (vor allem bei Perlstäben). Stäbe dienen oft als Rahmungen.
Neben diesen verzierten Stäben gibt es auch einfache glatte Stäbe. Diese zeichnen sich durch eine glatte Oberfläche aus und unterscheiden sich in ihrem Profil.
Andere gereihte Ornamentformen sind meist deutlich breiter und eignen sich deshalb nur sehr eingeschränkt als Rahmungen oder Einfassungen, z. B. Bogenfries, Zahnschnitt, Mäander, Wellenband, Girlande, Flechtband. Sie werden üblicherweise nicht als „Stab“, sondern als „Band“ oder „Fries“ bezeichnet.

### Typen

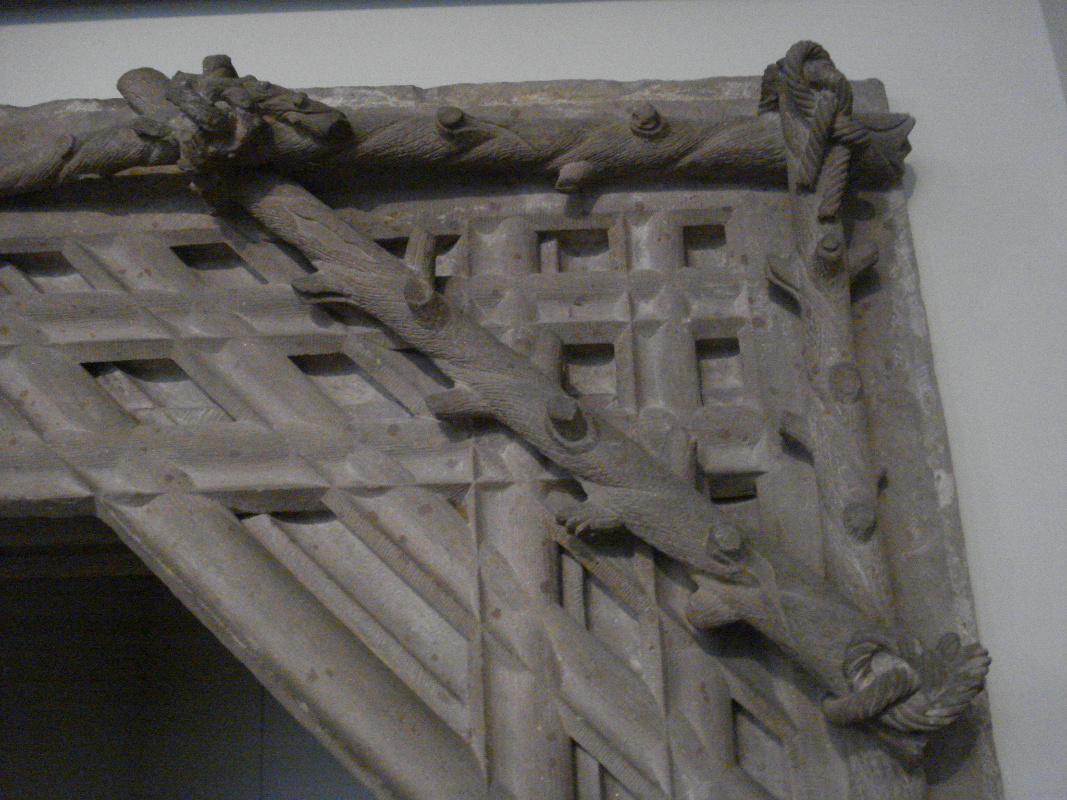
Glatte Stäbe als Gitterwerk sowie naturalistische Aststäbe an einem spätgotischen Portal

Abhängig vom Motiv unterscheidet man unter anderem
- Rundstab, Viertelstab, Halbstab, Dreiviertelstab
- Profilstab
- Eierstab
- Perlstab
- Kugelstab
- Diamantstab
- Aststab
- Lochstab
- Seilstab (Taustab, Tauband)
- Blattstab
- Rosettenstab
- Sternstab

Für die Formen Rundstab, Perlstab und Eierstab gibt es auch die allgemeinere Bezeichnung Astragal.

### Grundformen glatter Stäbe

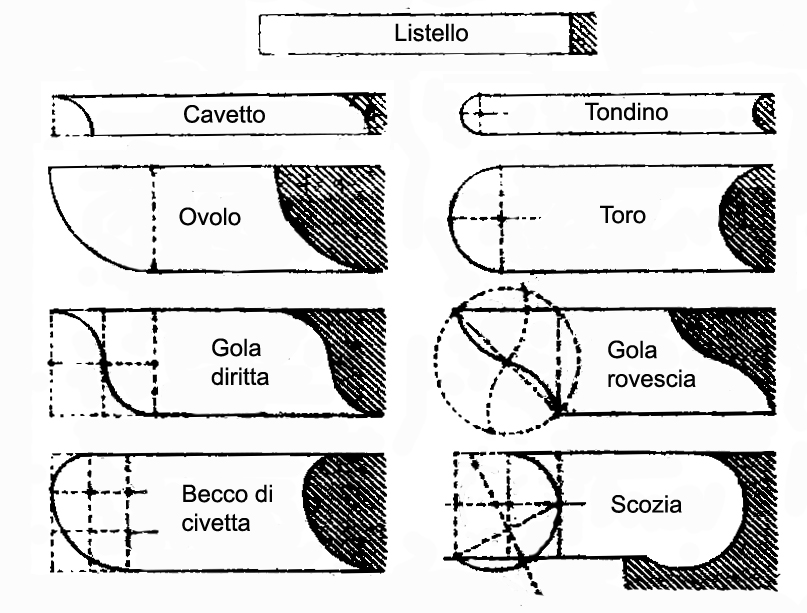
Grundformen glatter Stäbe, aus Regeln der fünf Ordnungen der Architektur von Giacomo Barozzi da Vignola

Es lassen sich folgende Grundformen unterscheiden (siehe Bild nebenan):
1. Leiste (it. listello)
2. Höhlung (it. cavetto)
3. Wölbung (it. tondino)
4. Ei (lat. ovulum, it. ovolo)
5. Wulst (lat. torus, it. toro)
6. Kehle (lat. gula, it. gola)
7. umgekehrte Kehle (lat. gula reversa)
8. Eulenschnabel (it. becco di civetta)
9. Schottisch (it. scozia)

### Auftreten
Stäbe können sowohl horizontal als auch vertikal oder in Bogenformen angeordnet sein, doch wiederholen sie sich nicht in gleicher Gestalt nebeneinander oder in der Fläche (Ausnahme: Gitterstäbe). In der Goldschmiede- und Glaskunst sowie in der Elfenbeinschnitzerei und Kunsttischlerei sind Stabmotive als Rahmungen häufig anzutreffen; vereinzelt finden sie sich auch in Werken mittelalterlicher Buchmalerei. In der Architektur treten Stäbe meist auf an Portalgewänden sowie in den Rahmungen von Fenstern etc.; auch an geschnitzten Holzrahmen (z. B. Bilderrahmen) oder an Stuckaturen treten sie des Öfteren in Erscheinung.

### Herstellung
Stabformen sind vergleichsweise einfach herzustellen; sie waren in der Regel Lehrlingsarbeiten. Um ungewollte Abbrüche, Überschneidungen und andere Unstimmigkeiten zu vermeiden, muss allerdings vorher genau gemessen werden – das Motiv wird anschließend auf das zu bearbeitende Material durch Vorzeichnung oder Ritzung aufgetragen. Waren Stäbe früherer Zeiten stets Einzelanfertigungen, so sind heute industriell vorgefertigte Stäbe aus Holz, Gips, Metall oder Kunststoff käuflich zu erwerben.

## Geschichte

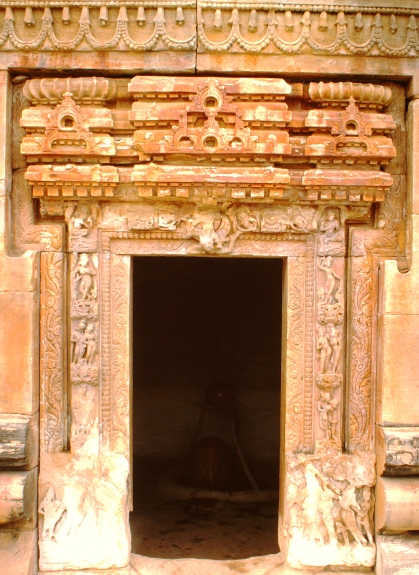
Perlstab im Portalrahmen des Tempels von Amrol, Indien

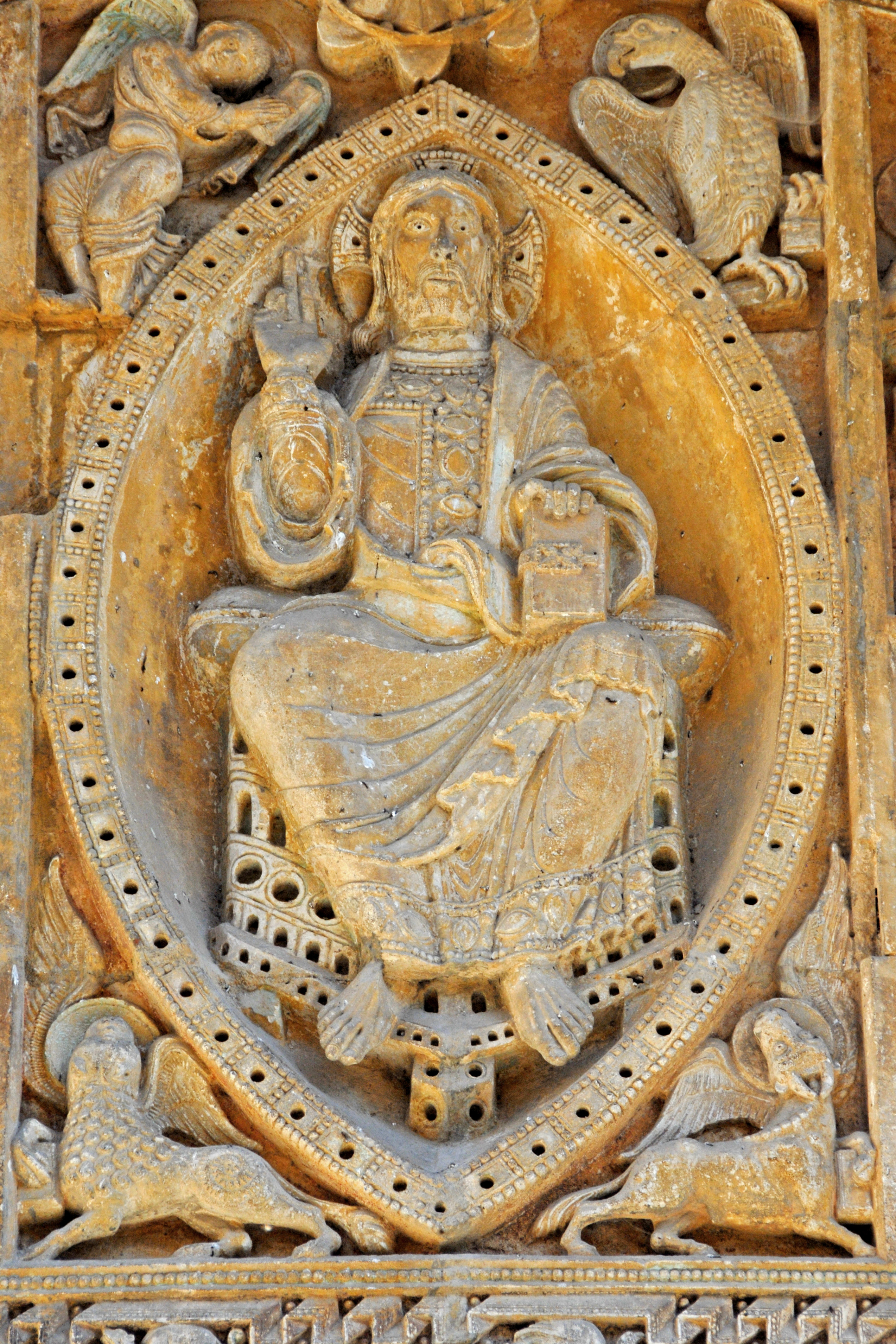
Mandorla in Form zweier gekrümmter Lochstäbe, die von kleineren Perlstäben eingefasst sind – Tympanon der Kirche Saint-Pierre de Carennac

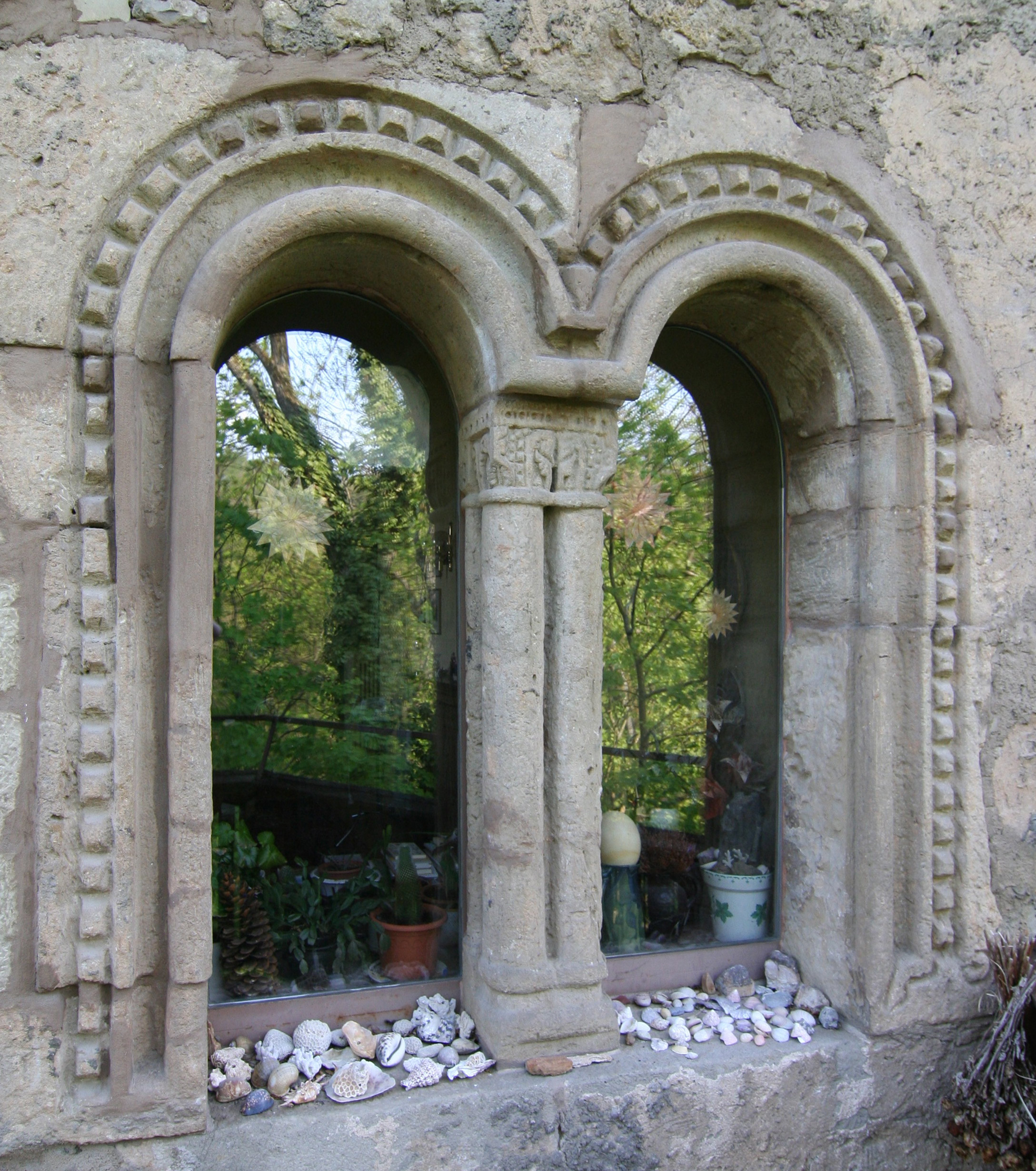
Zwillingsfenster (Biforium) mit Rundstab, Hohlkehle und Diamantstab an der Burg Hornberg (Neckarzimmern)

Reihungen ein und desselben Motivs sind spätestens seit der Antike in nahezu allen Stilperioden der europäischen Kunst anzutreffen. In der älteren außereuropäischen Ornamentkunst treten sie dagegen – abgesehen von einigen Regionen Indiens – eher selten in Erscheinung.

## Symbolik
Stabformen bildeten in früheren Zeiten eine hoheitliche – an Goldschmiedearbeiten wie Edelsteinketten oder Perlenschnüre erinnernde – Einfassung eines Bildmotivs, eines Portaleingangs oder einer (Fenster-)Rahmung. Die eher seltenen Sternstäbe nehmen eindeutigen Bezug auf die himmlische Sphäre.
Seit dem Barock, spätestens jedoch seit dem Klassizismus und Historismus haben Stabformen ihre Symbolik weitgehend eingebüßt und sind im Allgemeinen nur noch als reine Dekorelemente aufzufassen.